# Селицкая (деревня)
Селицкая (бел. Сяліцкая) — упразднённая деревня в Светиловичском сельсовете Ветковского района Гомельской области Белоруссии.

## География

### Расположение
В 27 км на север от Ветки, 49 км от Гомеля. На юге граничит с лесом.

### Гидрография
Река Калиновка (приток реки Сож).

## Транспортная сеть
Транспортные связи по просёлочной, затем автомобильной дороге Светиловичи — Гомель. Планировка состоит из прямолинейной широтной улицы, к которой на востоке присоединяются 2 короткие улицы. Застройка двусторонняя, деревянная, усадебного типа.

## История
По письменным источникам известна с начала XIX века как деревня в Покоцкой волости Белицкого, с 1852 года Гомельского уезда Могилёвской губернии. В 1832 году помещик Хоментовский владел здесь 1262 десятинами земли. Согласно переписи 1897 года располагались: в деревне — школа грамоты, хлебозапасный магазин, ветряная мельница, кузница, рядом находился фольварк. В 1909 году 405 десятин земли, в фольварке 1000 десятин земли.
В 1926 году работали почтовый пункт, школа. Рядом находился посёлок Новоселицкий, который позже был присоединён к деревне. С 8 декабря 1926 года по 30 декабря 1927 года центр Селицкого сельсовета Светиловичского, с 4 августа 1927 года Чечерского районов Гомельского округа. В 1930 году создан колхоз «Просвет», работала кузница. 79 жителей погибли на фронтах Великой Отечественной войны. В 1959 году входила в состав совхоза «Новиловский» (центр — деревня Новиловка).
В результате катастрофы на Чернобыльской АЭС и радиационного загрязнения жители (58 семей) переселены в 1992 году в чистые места.
Официально упразднена в 2011 году.

## Население

### Численность
- 2016 год — жителей нет.

### Динамика
- 1858 год — 27 дворов, 164 жителя.
- 1876 год — дворов, жителей.
- 1886 год — дворов, жителей.
- 1897 год — деревня — 53 двора, 368 жителей; фольварк — 4 двора, 16 жителей (согласно переписи).
- 1909 год — 68 дворов, 447 жителей; в фольварке 1 двор, 4 жителя.
- 1926 год — 106 дворов, 464 жителя; в посёлке Новоселицкий 6 дворов, 27 жителей.
- 1959 год — 287 жителей (согласно переписи).
- 1992 год — жители (58 семей) переселены.